# Saturn Awards 1979
La 6ª edizione dei Saturn Awards si è svolta il 24 febbraio 1979, per premiare le migliori produzioni cinematografiche del 1978.

## Candidati e vincitori
I vincitori sono indicati in grassetto.

### Film

#### Miglior film di fantascienza
- Superman, regia di Richard Donner[1]
- I ragazzi venuti dal Brasile (The Boys from Brazil), regia di Franklin J. Schaffner
- Capricorn One, regia di Peter Hyams
- Il gatto venuto dallo spazio (The Cat from Outer Space), regia di Norman Tokar
- Terrore dallo spazio profondo (Invasion of the Body Snatchers), regia di Philip Kaufman

#### Miglior film horror
- The Wicker Man, regia di Robin Hardy[2]
- Halloween - La notte delle streghe (Halloween), regia di John Carpenter
- Zombi (Dawn of the Dead), regia di George A. Romero.
- Magic - Magia (Magic), regia di Richard Attenborough,
- Il tocco della medusa (The Medusa Touch), regia di Jack Gold
- Piraña (Piranha), regia di Joe Dante

#### Miglior film fantasy
- Il paradiso può attendere (Heaven Can Wait), regia di Warren Beatty e Buck Henry[3]
- Il Signore degli Anelli (The Lord of the Rings), regia di Ralph Bakshi
- La meravigliosa visita (La merveilleuse visite), regia di Marcel Carné
- La collina dei conigli (Watership Down), regia di Martin Rosen
- The Wiz, regia di Sidney Lumet

#### Miglior attore
- Warren Beatty - Il paradiso può attendere (Heaven Can Wait)
- Laurence Olivier - I ragazzi venuti dal Brasile (The Boys from Brazil)
- Donald Sutherland - Terrore dallo spazio profondo (Invasion of the Body Snatchers)
- Christopher Reeve - Superman
- Christopher Lee - The Wicker Man

#### Miglior attrice
- Margot Kidder - Superman
- Geneviève Bujold - Coma profondo (Coma)
- Brooke Adams - Terrore dallo spazio profondo (Invasion of the Body Snatchers)
- Ann-Margret - Magic - Magia (Magic)
- Diana Ross - The Wiz

#### Miglior attore non protagonista
- Burgess Meredith - Magic - Magia (Magic)
- James Mason - Il paradiso può attendere (Heaven Can Wait)
- Leonard Nimoy - Terrore dallo spazio profondo (Invasion of the Body Snatchers)
- Michael Ansara - Manitù, lo spirito del male (The Manitou)
- Michael Jackson - The Wiz

#### Miglior attrice non protagonista
- Dyan Cannon - Il paradiso può attendere (Heaven Can Wait)
- Uta Hagen - I ragazzi venuti dal Brasile (The Boys from Brazil)
- Brenda Vaccaro - Capricorn One
- Valerie Perrine - Superman
- Mabel King - The Wiz

#### Miglior regia
- Philip Kaufman - Terrore dallo spazio profondo (Invasion of the Body Snatchers)[4]
- Franklin J. Schaffner - I ragazzi venuti dal Brasile (The Boys from Brazil)
- Warren Beatty e Buck Henry - Il paradiso può attendere (Heaven Can Wait)
- Richard Donner - Superman
- Robin Hardy - The Wicker Man

#### Miglior sceneggiatura
- Warren Beatty e Elaine May - Il paradiso può attendere (Heaven Can Wait)
- Heywood Gould - I ragazzi venuti dal Brasile (The Boys from Brazil)
- Alfred Sole e Rosemary Ritvo - Alice, Sweet Alice
- Cliff Green - Picnic ad Hanging Rock (Picnic at Hanging Rock)
- Anthony Shaffer - The Wicker Man

#### Migliori effetti speciali
- Colin Chilvers - Superman
- Henry Miller Jr. - Capricorn One
- Ira Anderson Jr. - La maledizione di Damien (Damien: Omen II)
- Dell Rheaume e Russel Hessey - Terrore dallo spazio profondo (Invasion of the Body Snatchers)
- Albert Whitlock - The Wiz

#### Miglior colonna sonora
- John Williams - Superman
- Jerry Goldsmith - I ragazzi venuti dal Brasile (The Boys from Brazil)
- Dave Grusin - Il paradiso può attendere (Heaven Can Wait)
- Jerry Goldsmith - Magic - Magia (Magic)
- Paul Giovanni - The Wicker Man

#### Migliori costumi
- Theoni V. Aldredge - Occhi di Laura Mars (Eyes of Laura Mars)
- Patricia Norris - Capricorn One
- Theadora Van Runkle e Richard Bruno - Il paradiso può attendere (Heaven Can Wait)
- Yvonne Blake e Richard Bruno - Superman
- Tony Walton - The Wiz

#### Miglior trucco
- William Tuttle e Rick Baker - Fury (The Fury)
- Lee Harman, Vincent Callaghan e Lynn Donahue - Occhi di Laura Mars (Eyes of Laura Mars)
- Thomas R. Burman ed Edouard F. Henriques - Terrore dallo spazio profondo (Invasion of the Body Snatchers)
- Joe McKinney e Thomas R. Burman - Manitù, lo spirito del male (The Manitou)
- Stan Winston - The Wiz

#### Miglior addetto alle relazioni stampa
- Julian F. Myers

#### Miglior film d'animazione
- La collina dei conigli (Watership Down), regia di Martin Rosen

#### Miglior fotografia
- Russell Boyd - Picnic ad Hanging Rock (Picnic at Hanging Rock)

#### Miglior montaggio
- Mark Goldblatt e Joe Dante - Piraña (Piranha)

#### Miglior scenografia
- Roger Christian - Guerre stellari (Star Wars)

#### Miglior direzione artistica
- John Barry - Superman

### Televisione

#### Miglior performance televisiva
- Eric Greene - Space Academy

## Premi speciali
- Golden Scroll of Merit: Stanley Chase - Colossus: The Forbin Project
- Life Career Award: Christopher Lee
- Special Honorary Award: Margaret Hamilton